# Málaga
Málaga este un oraș portuar în Andaluzia, în sudul Spaniei, pe porțiunea coastei Mării Mediterane numită Costa del Sol. În conformitate cu recensământul din 2006, populația orașului este de 558.287 de locuitori.

## Vedere de ansamblu
În 2005 populația orașului Málaga propriu-zis era de 558.287 de locuitori. Populația zonei urbane era de 814.000 de locuitori, iar zona metropolitană avea 1.074.074 de locuitori în același an, situându-se astfel pe locul al cincilea în Spania. Málaga este înconjurată de munți, aflându-se la baza sudică a dealurilor Axarquía, și de două râuri, Guadalmedina (se află pe malul său stâng) și Guadalhorce, care curg pe lângă oraș în Marea Mediterană. (În arabă, "guadal" înseamnă "râu".)
Climatul este blând, media anuală a temperaturii fiind de circa 25 ° Celsius.
Centrul Málagăi se află în spatele portului, fiind înconjurat de cartierele El Perchel, La Trinidad și Lagunillas. Orașul are venituri importante din turism și din sectorul agricol.

## Istorie
Fenicienii au fondat orașul "Malaka" aici, în jurul anului 1000 î.Hr. Acest nume provine probabil din cuvântul fenician pentru "sare", deoarece peștele era sărat în apropiere de port; în alte limbi semitice, cuvântul "sare" încă se traduce, în ebraică מלח "mélaḥ" sau în arabă ملح "milḥ".
Șapte secole mai târziu, romanii au cucerit acest oraș împreună cu alte zone spaniole de la Cartagina din Africa. Începând cu secolul al V-lea d.Hr. s-a aflat sub stăpânirea vizigoților.
În secolul al VIII-lea, Spania a fost cucerită de mauri, iar orașul a devenit un important centru comercial. Inițial, Málaga a aparținut de Califatul de Cordoba. După căderea dinastiei umayyazilor, a devenit capitala unui regat separat, dependent însă de Granada. În această perioadă, orașul a purtat numele de "Mālaqah" (arabă مالقة). 
La sfârșitul Reconquistei, recucerirea Spaniei, Málaga a redevenit creștină, în 1487.
Orașul a fost puternic bombardat de forțele aeriene italiene și franciste în timpul războiului civil spaniol în 1936. Turismul de pe Costa del Sol din apropiere a impulsionat economia orașului în anii 1960.

## Turismul
Orașul este o destinație turistică populară, în principal datorită apropierii de Costa del Sol. Țările din Europa Nordică au zboruri foarte ieftine către Málaga, mai ales Regatul Unit, Irlanda, Olanda și Germania.
Din Málaga se poate ajunge și la alte orașe din Andaluzia, cum ar fi Sevilla, Córdoba, Granada, și Jaén, cu trenul, autobuzul sau mașina.

## Locuri de vizitat în Málaga

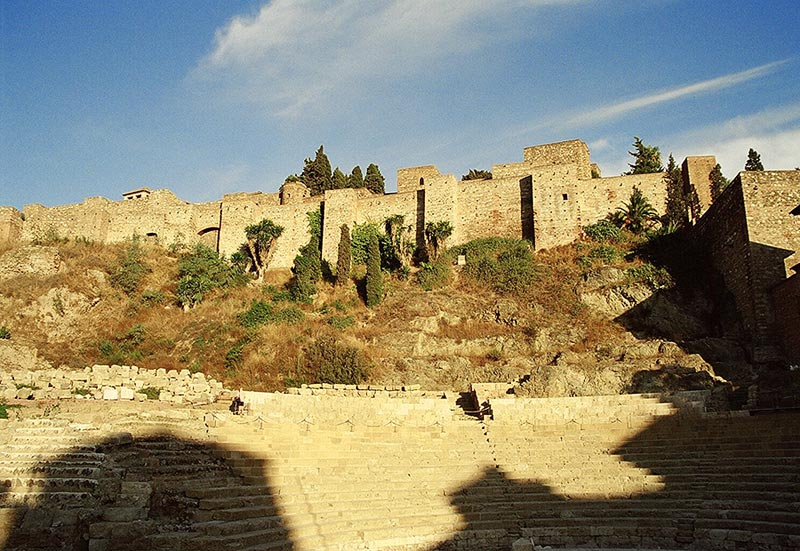
Alcazaba (fundal) și teatrul roman (prim plan)

- Alcazaba (în limba arabă - fortăreață)
- Castelul Gibralfaro
- Catedrala, în stil greco-roman, pe locul unei vechi moschei maure, a fost începută în 1528 și terminată în 1719
- Portul, unul dintre cele mai importante din Spania.
- Casa natală a lui Picasso
- Museo Picasso Málaga
- CAC Málaga (muzeul de artă modernă) Arhivat în 13 august 2006, la Wayback Machine.
- Museo Interactivo de la Música (MIMMA)
- Museo Municipal (muzeul orașului).
- Museo de Artes y Tradiciones Populares (Museul de Arte și Tradiții Populare)
  - Palacio Episcopal (Palatul episcopal)
- Iglesia del Sagrario (biserică)
- Palacio de los Condes de Buenavista
- Plaza de Toros (arena de coridă)

- Centre Pompidou Malaga

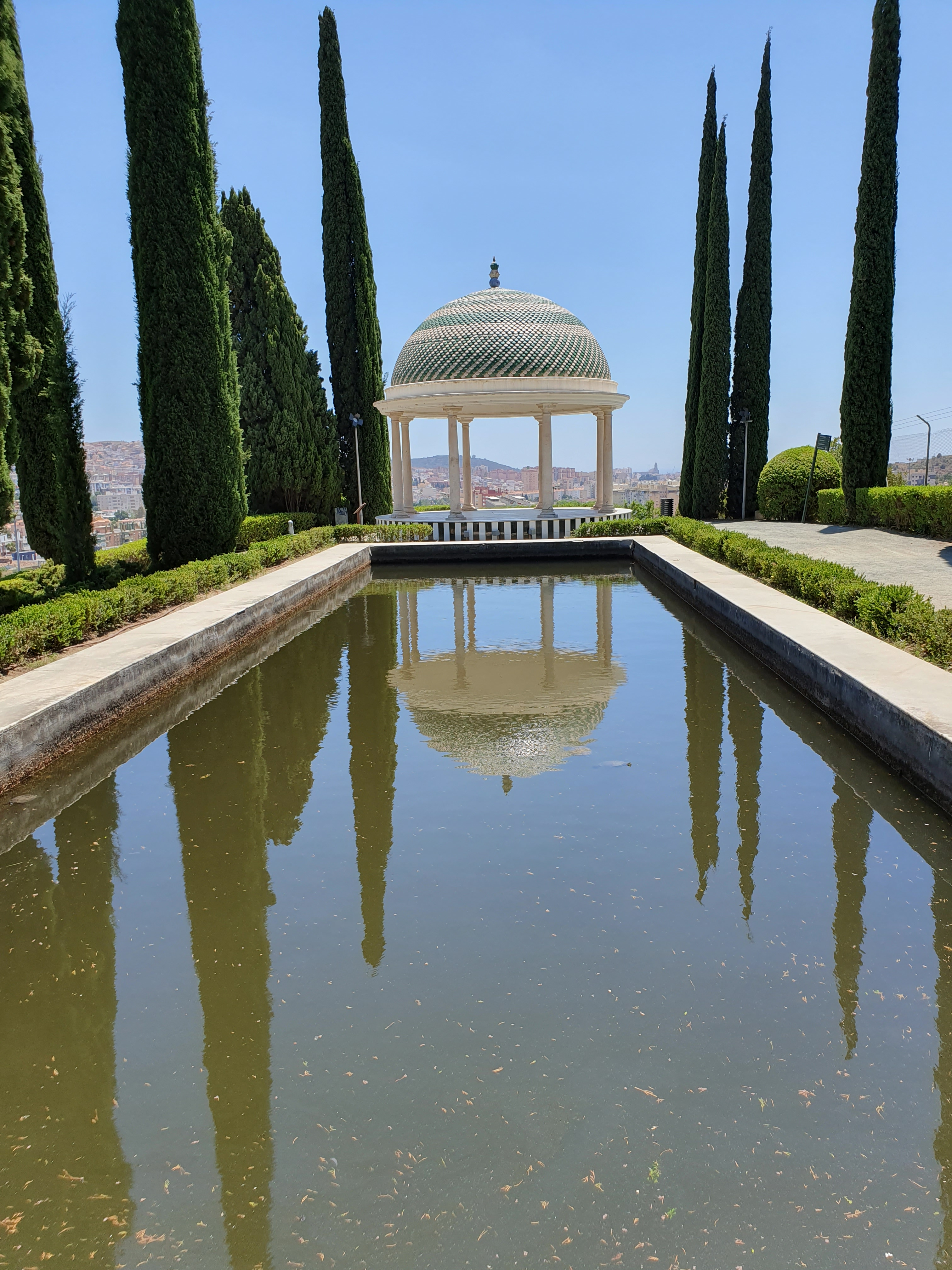
Grădina botanică din Malaga

- Grădina Botanică din Malaga (La Concepción Historical-Botanical Gardens)

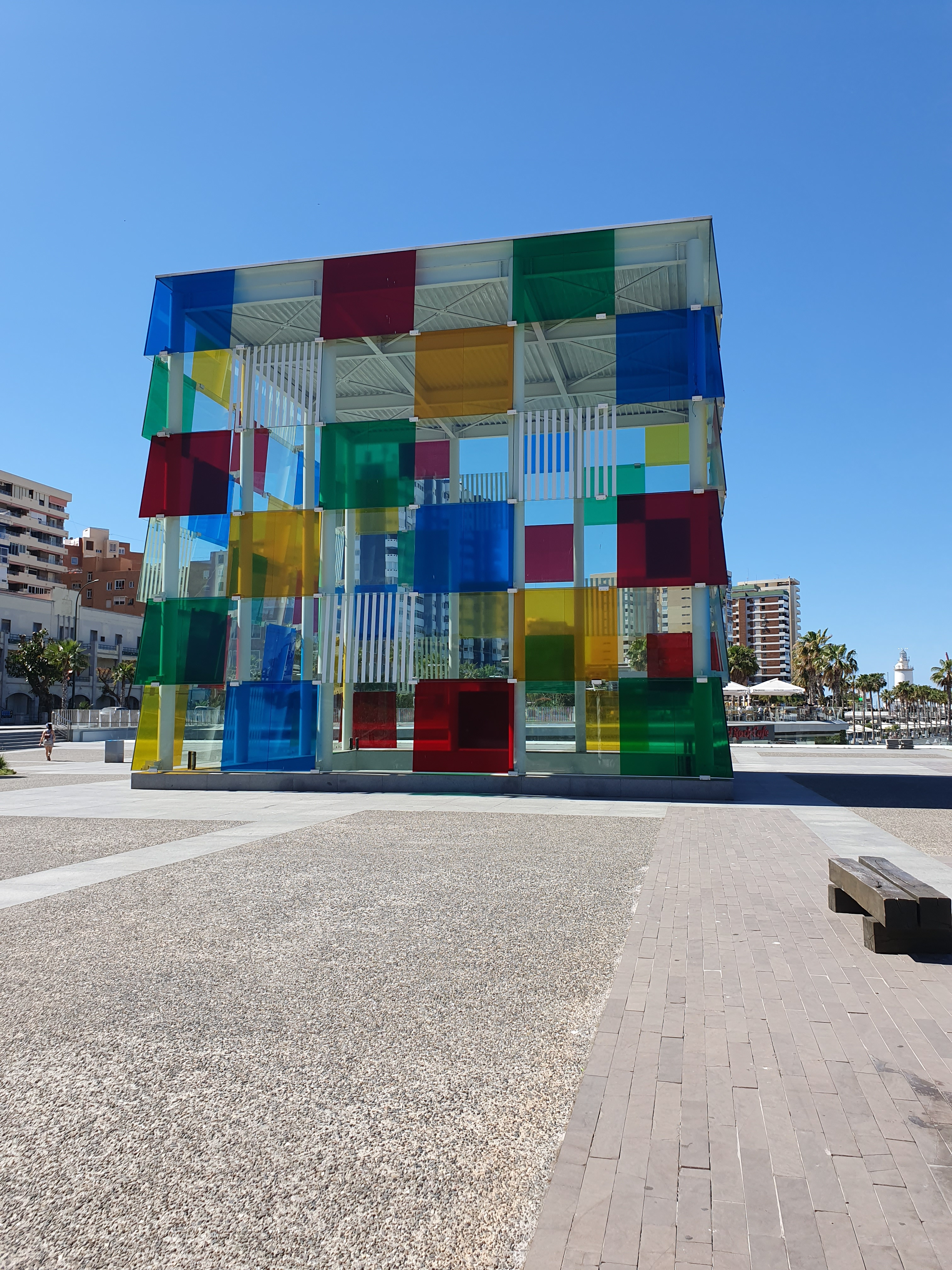
Centre Pompidou Malaga

## Personalități marcante născute în Málaga

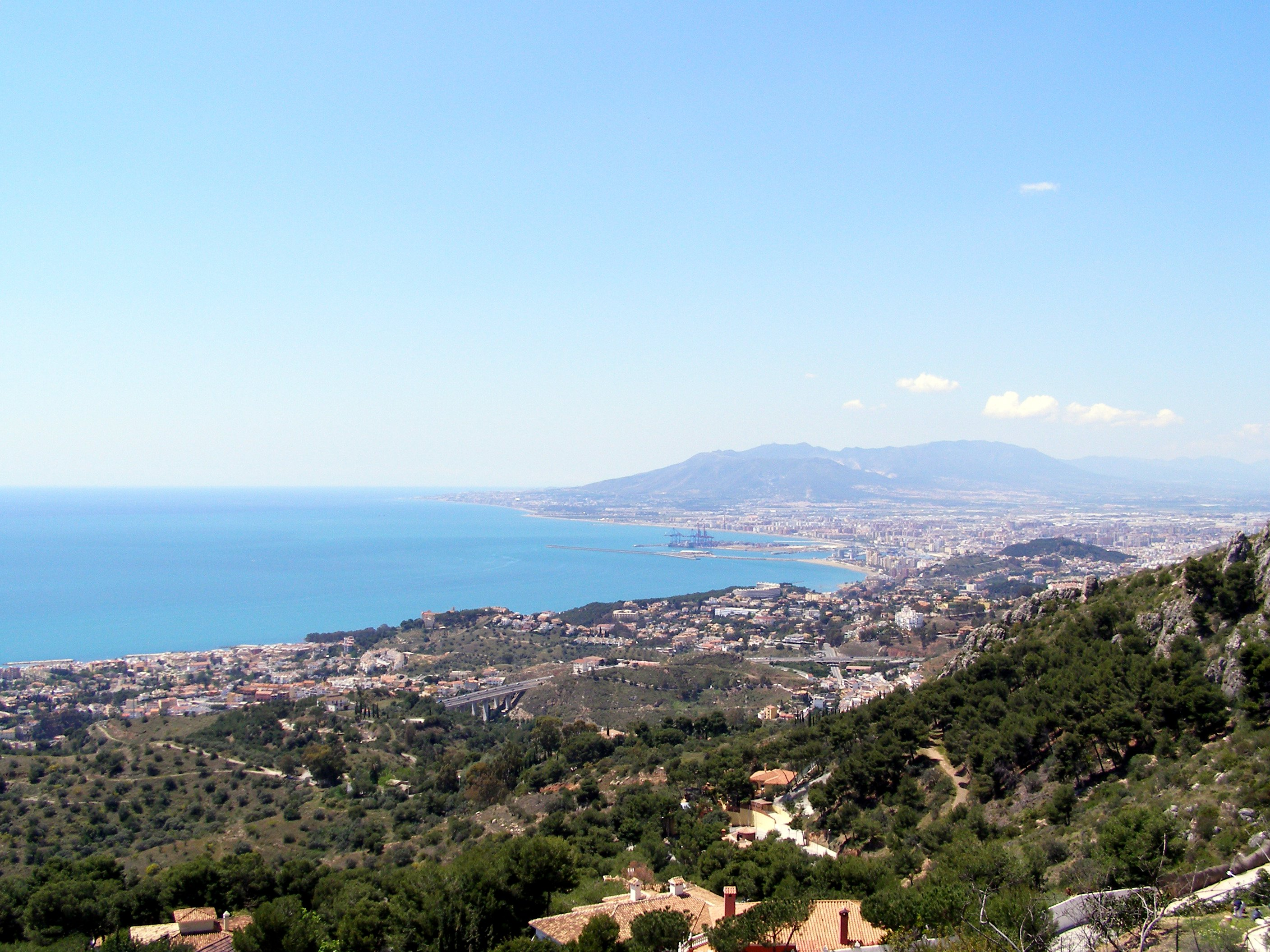
Panoramă

- Pablo Picasso (1881 - 1973), pictor;
- Antonio Cánovas del Castillo (1828 - 1897), politician;
- Antonio Banderas (n. 1960), actor;
- María Carmen Barea (n. 1966), jucător de hochei pe iarbă;
- María Peláez Navarrete (n. 1977), înotător;
- Marisol (n. 1948), actriță, cântăreață;
- Marta López (n. 1990), handbalistă.

## Sporturi
- Málaga Club de Fútbol
- Unicaja Málaga

## Transport
Orașul este deservit de Aeroportul Malaga. Principala stație de cale ferată este Málaga-Renfe, legată de Madrid Atocha cu Talgo 200. Orașul are două Cercanías (linie de navetă), și un sistem de metrou aflat în construcție. Principalul mijloc de transport în oraș sunt autobuzele.